# Nysius thymi
Nysius thymi ist eine Wanze aus der Familie der Bodenwanzen (Lygaeidae).

## Merkmale
Die Wanzen werden 3,5 bis 4,5 Millimeter lang. Die Art ist schwer von den anderen Arten der Gattung Nysius zu unterscheiden. Insbesondere Nysius ericae ist sehr ähnlich. Beiden Arten fehlt der gut erkennbare dunkle Ring an der Basis des zweiten Fühlerglieds und beide haben dunkle Flecken auf der Flügelmembrane. Am sichersten ist die Bestimmung bei den Männchen durch eine Genitaluntersuchung. Die Weibchen können anhand den Härchen auf den Adern der Flügel unterschieden werden, die kürzer sind, als bei der ähnlichen Art.

## Verbreitung und Lebensraum
Die Art ist holarktisch verbreitet und kommt in ganz Europa, östlich bis Sibirien, Zentralasien und China vor. In Nordamerika findet man sie in den USA, einschließlich Alaska und Kanada. In Mitteleuropa ist sie überall verbreitet und steigt in den Alpen bis etwa 2000 Meter Seehöhe. An günstigen Orten ist die Art in großer Zahl anzutreffen. Sie bevorzugt offene, sonnige Sand- und Kalkstandorte mit niedriger, lückiger Vegetation.

## Lebensweise
Die Tiere leben an einer großen Zahl verschiedener Korbblütler (Asteraceae), aber auch an Lippenblütlern (Lamiaceae) wie z. B. Thymianen (Thymus), Kreuzblütler (Brassicaceae) wie Kressen (Lepidium) und anderen Pflanzenfamilien. Die jungen Nymphen saugen an Samen am Boden, Imagines saugen auch häufig an unreifen Samen an den Pflanzen. Die Überwinterung erfolgt normalerweise als Ei. Es ist aber abhängig von der Temperatur möglich, dass auch bereits im Winter Nymphen beobachtet werden können. Außerdem findet man bis in den Winter hinein einzelne adulte Tiere der alten Generation. Die Wanzen treten in Mitteleuropa in zwei Generationen pro Jahr auf, wobei die Nymphen vor allem im Mai und Juni, sowie im September zu finden sind. Die Paarung findet vor allem im Juni und Juli und im September und Oktober statt. Die Weibchen legen ihre Eier in kleinen Gruppen an den Nahrungspflanzen ab.

## Belege